# James Clerk Maxwell Garnett
James Clerk Maxwell Garnett (* 13. Oktober 1880 in Cherry Hinton, Cambridge; † 19. März 1958 in Isle of Wight, Hampshire, England) war ein englischer Pädagoge, Rechtsanwalt, Friedensaktivist und  Physiker.

## Leben
Garnett lernte an der St Paul’s School und dann am Trinity College der University of Cambridge. In Cambridge erhielt er wegen seiner guten Leistungen besonders in Mathematik verschiedene Auszeichnungen, darunter den Smith-Preis. Er wurde in den Mathematik-Tripos aufgenommen und 1905 zum Fellow of Trinity gewählt.
1903 war Garnett Dozent für Angewandte Mathematik am College der Universität London. 1908 wurde er in den Inner Temple berufen. Von 1904 bis 1912 war er Examinator am Board of Education. Garnett war von 1912 bis 1920 Rektor am Manchester College of Technology.
1919 wurde Garnett zum Komtur des Order of the British Empire ernannt. Von 1920 bis 1938 war er Sekretär des Völkerbundes. Von 1941 bis 1944 war er Vorsitzender der Kommission für die Nachkriegsausbildung an den Universitäten.

## Forschungsinteressen
Auf mathematisch-physikalischem Gebiet arbeitete Garnett auf dem Gebiet der Optik, speziell zu den optischen Eigenschaften von Glas-Metall-Gemischen. Dabei fand er die nach ihm benannte Maxwell-Garnett-Gleichung. Auf gesellschaftspolitischem Gebiet beschäftigte sich Garnett mit den Erziehungswissenschaften und der Friedensforschung.

## Familie
Garnett wurde als Sohn des Physikprofessors William Garnett (1850–1932) geboren. Sein Vater William war ein Kollege, Freund und großer Bewunderer des Physikers James Clerk Maxwell. Er benannte seinen Sohn nach diesem.
Garnett war seit 1910 verheiratet mit Margaret Lucy, geborene Poulton, Tochter des Evolutionsbiologen Edward Bagnall Poulton (1856–1943). Das Ehepaar hatte drei Töchter und drei Söhne.
Einer der Söhne Garnetts ist William John Poulton Maxwell Garnett (1921–1997), ehemaliger Direktor von The Work Foundation. Dessen Tochter ist Virginia Hilda Brunette Maxwell Bottomley, Baroness Bottomley of Nettlestone, geborene Garnett.

## Veröffentlichungen (Auswahl)
- Education and World Citizenship; An Essay Towards a Science of Education, Forgotten Books, 2018, ISBN 978-0484705615
- A lasting peace / by Maxwell Garnett. With some chapters on the basis of German co-operation by H. F. Koeppler,  	London: Allen & Unwin - New York: Norton, 1940 eingeschränkte Vorschau in der Google-Buchsuche
- The organization of peace, London : K. Paul, Trench, Trubner & Co. Ltd, 1933
- The dawn of world-order: an introduction to the League of Nations zusammen mit Nowell Charles Smith,  London: Humphrey Milford, Oxford University Press, 1932
- Organising peace: an account of the League of Nations, London: League of Nations, 1928
- XII. Colours in metal glasses and in metallic films in Philosophical Transactions of the Royal Society, Volume 203, Issue 359-371, 1904, ISSN 2053-9258
- VII. Colours in metal glasses, in metallic films, and in metallic solutions.—II in Philosophical Transactions of the Royal Society, Volume 205, Issue 387-401, 1906, ISSN 2053-9258